# Приречное (Северо-Казахстанская область)
Приречное (каз. Приречное) — бывшее село в Тайыншинском районе Северо-Казахстанской области Казахстана. Входило в состав Большеизюмовского сельского округа. асположено у юго-западной границы села Большой Изюм. Код КАТО — 596037700. Ликвидировано в 2015 г.

## Население
В 1999 году население села составляло 11 человек (4 мужчины и 7 женщин). По данным переписи 2009 года, в селе постоянное население отсутствовало.